# Martin Matek
‎Martin Matek, slovenski teolog in filozof, * 15. november 1860, Gornji Grad, † 23. junij 1930, Maribor.
Na Visoki bogoslovni šoli v Mariboru je v letih 1890−1896 predaval filozofijo, cerkveno pravo, zgodovino, patrologijo in retoriko.